# Josep Maria Vidal i Aunós
Josep Maria Vidal i Aunós (Hòs, França, 10 de setembre de 1921 – Barcelona, 22 d'abril de 2003) fou un religiós català.

## Biografia
Va cursar estudis al Seminari de Barcelona, fou ordenat prevere el 1946 i exercí de vicari episcopal. Tenia una especial sensibilitat envers les persones més necessitades i davant de tots els problemes socials, tal com es va posar de manifest en nombroses ocasions durant el procés de la transició política i, més recentment, l'any 2001, quan va acollir a la seva parròquia del Pi als immigrants sense papers.
Exercí com a rector de Sant Vicenç de Gualba, de Sant Medir i del Pi. Com a rector d'aquesta última, era membre del Patronat de la Fundació Privada Ferrer Eguizábal, del qual també forma part el Col·legi d'Advocats de Barcelona. Havia estat vicari episcopal amb el cardenal Narcís Jubany i ecònom de l'arquebisbe de Barcelona entre els anys 1957 i 1991.
El 19 de novembre de 1957, l'autoritat diocesana va designar mossèn Josep M. Vidal i Aunós per a ocupar el lloc de rector a la parròquia de Sant Medir. En el període inicial d'aquesta activitat es funda el premi literari "Premi Amadeu Oller de poesia per a poetes joves inèdits", el 4 de gener de 1960, quan s'inauguren la nova església, al carrer Constitució, 17, i els nous locals. El 20 de novembre de 1964, a la sala d'actes del Centre Parroquial, té lloc la fundació de les Comissions Obreres de Catalunya.
Durant la difícil època de la dictadura va participar des d'una clara postura catalanista en la lluita antifranquista donant aixopluc a membres de Comissions Obreres i permetent que es reunís la comissió d'enllaç de l'Assemblea de Catalunya en la seva parròquia de Sant Medir.
L'any 2001 va rebre el Premi Memorial Lluís Companys, de la Fundació Josep Irla per la seva lluita contra la marginació dels sectors menys privilegiats.

## Fons personal
El seu fons personal es conserva a l'Arxiu Nacional de Catalunya. El fons conté la documentació reunida per mossèn Josep Maria Vidal i Aunós; documentació relacionada amb la seva activitat religiosa com a prevere, la seva dedicació al ministeri pastoral i la seva implicació amb el moviment obrer i amb els problemes socials. Destaca, especialment, la documentació que inclou de l'Assemblea de Catalunya (informes, manifestos, circulars, butlletins, etc.), i també d'altres organitzacions antifranquistes en contra de la repressió i en defensa dels drets humans en l'última etapa franquista i durant el procés de transició política a la democràcia (incloent-hi manifestos, declaracions, informes, publicacions periòdiques, entre d'altres).